# Capsempe
El capsempe o quetsémper (Synodus saurus) és una espècie de peix teleosti pertanyent a la família Synodontidae.
També rep els noms sovint humorístics i maliciosos i de connotació sexual de boixacriades, consolador, salta-en-cony (Menorca), inflaconys (Menorca), escalum (Menorca), hermano (castellanisme), moll curiablanquer, moll d'ombra, llangardaix (Girona), dragó (Balears i Tarragona), dragó pardal (Mallorca), drac marí (País valencià), quetsémper (Mallorca), saltabarques (Mallorca), serpentí (Menorca) i, a tort, saltamurades (Menorca, Principat de Catalunya?).

## Descripció
- Pot assolir 40 cm de llargària total,[4] tot i que el més normal és que en faci 20.[5]
- Cos cilíndric, allargat, de secció circular i cobert d'escates rugoses al tacte.
- Cap aixafat, de forma triangular i punxegut.
- Mentó prominent.
- El musell és de longitud igual o lleugerament més gran que el diàmetre ocular.
- Boca gran, la qual arriba fins darrere dels ulls.
- Dues aletes dorsals: la primera és gran i la segona molt petita i adiposa.
- Les aletes pectorals es troben per sota del nivell d'inserció de l'aleta dorsal.
- La coloració és vermellosa (encara que el dors és marró) i amb nombroses taquetes fosques pels flancs i 8-10 bandes transversals més fosques. El ventre és blanquinós.
- Té una línia lateral groga sota la qual presenta taques ovalades de color blau cel.[6][7][8]

## Reproducció
És externa.

## Alimentació
Menja principalment peixos (Clupeidae, Engraulidae i Myctophidae, i joves de Sparidae i Centracanthidae), tot i que també es nodreix d'altres animals.

## Depredadors
A la península Ibèrica és depredat per la llampuga (Coryphaena hippurus) i a les illes Açores per l'anfós (Epinephelus marginatus).

## Hàbitat
És demersal, marí, de clima subtropical (45°N-14°N, 80°W-36°E) i viu fins als 400 m de fondària, tot i que, normalment, ho fa fins als 20. Viu principalment a les aigües insulars, sobre fons de sorra i rocallosos.

## Distribució geogràfica
Es troba a l'Atlàntic oriental (des del Marroc fins a Cap Verd, incloent-hi les illes Açores i la Mediterrània) fins a les illes de Sotavent).

## Observacions
És inofensiu per als humans.